# エブリスタ・マンガボックス presents 豊永・小松・三上の真夜中のラジオ文芸部
『エブリスタ・マンガボックス presents 豊永・小松・三上の真夜中のラジオ文芸部』（エブリスタ マンガボックス プレゼンツ とよなが・こまつ・みかみのまよなかのラジオぶんげいぶ）は、2018年1月4日より2020年3月28日まで文化放送・YouTubeで放送・配信されていたラジオ番組。

## 番組概要
文化放送・ディー・エヌ・エー（DeNA）・創通の三社が共同でオリジナルアニメ作品を創出する「Project ANIMA（アニマ）」の一環で、DeNA運営の投稿プラットフォーム「エブリスタ」、「マンガボックス」を活用して、人気声優、番組作家、スタッフが、リスナーと共に作家デビューを目指す番組。

## 放送時間
|                | 放送     | 放送時間 |
| -------------- | -------- | --- |
| 本放送         | 文化放送 | 毎週木曜日 20:30 - 21:00 （2018年1月4日 - 3月29日） 毎週土曜日 26:30 - 27:00 （2018年4月7日 - 2020年3月28日） |
| アーカイブ配信 | YouTube  | 地上波での放送後にアップロード （2018年1月4日 - 2020年3月28日）                                               |

## パーソナリティ
- 豊永利行
- 小松未可子
- 三上枝織

## コーナー
普通のお便り
番組パーソナリティーにまつわる、リスナーのメールを紹介するコーナー。
コーナーにより、メールは、1人しか読まれない。
5分以内シリーズ
台本無しで、スジナシで5分以内で物語を作っていくコーナー。
リスナーから寄せられた、「セリフ」をメールで募集し、豊永・小松・三上が、その場で、「セリフ」を引いて、その「セリフ」を5分以内に必ず言わなければならない。
そして、5分以内に物語を完結させなければならない。
最後に「終了」と3人が口を揃えて言う。
放送された5分で作られた話は構成作家の諏訪さんが編集して、番組ホームページで掲載され、誰でも閲覧できる。
◆◇ 5分以内シリーズ
文芸部活動
パーソナリティ・スタッフ・リスナーの部員全員が作家デビューを目指すため、様々なことに挑戦していくコーナー。
3行あらすじ職人
リスナー自身が考えたオリジナル作品の魅力が伝わるようなあらすじを3行で送ってもらうコーナー。
作者取材のため
随時、出されるメッセージテーマに対しての意見を募集するコーナー。
文学のススメ
指定されたエブリスタやマンガボックスの作品を豊永、小松、三上の中から毎回、1人が読んできて紹介するコーナー。
このほか、オリジナル作品の原作の投稿も募集している。
文芸部インフォメーション
提供元である、エブリスタ・マンガボックスからの耳寄りな情報を伝えるコーナー。
顧問として、上町裕介が、本の宣伝、お知らせを紹介する。